# Mavis Cheek
Mavis Cheek z domu Wilson (ur. 25 lutego 1948 w Wimbledonie, zm. 14 czerwca 2023) – brytyjska pisarka, autorka powieści o tragikomicznej naturze związków ludzkich i ogólnych absurdach życia.

## Życiorys
Urodziła się w Wimbledonie, obecnie dzielnicy Londynu. W wieku dwudziestu jeden lat poślubiła Chrisa Cheeka, z którym kilka lat później rozwiodła się. Poznała artystę Basila Beattie’go, z którym żyła piętnaście lat i miała z nim córkę Bellę.
W latach 80. zajmowała się dziennikarstwem i pisaniem opowiadań. W 1988 opublikowała pierwszą powieść, pt. Pause Between Acts. Wydała łącznie piętnaście książek.
Została nagrodzona She/John Menzies Prize za Pause Between Acts. Życie seksualne mojej ciotki przez kilka tygodni utrzymywało się na liście TOP 20 Empiku.

## Publikacje książkowe (wybór)[1][3]
- 1988: Pause Between Acts
- 1993: Janice Gentle Gets Sexy (wyd. polskie Janice Gentle i seks, 2004)
- 2008: Amenable Women
- 2000: Mrs Fytton’s Country Life
- 2002: The Sex Life of My Aunt (wyd. polskie Życie seksualne mojej ciotki, 2003)
- 2003: Aunt Margaret’s Lover
- 2004: Patrick Parker’s Progress
- 2007: Yesterday’s Houses
- 2011: The Lovers of Pound Hill